# Eurofighter Typhoon

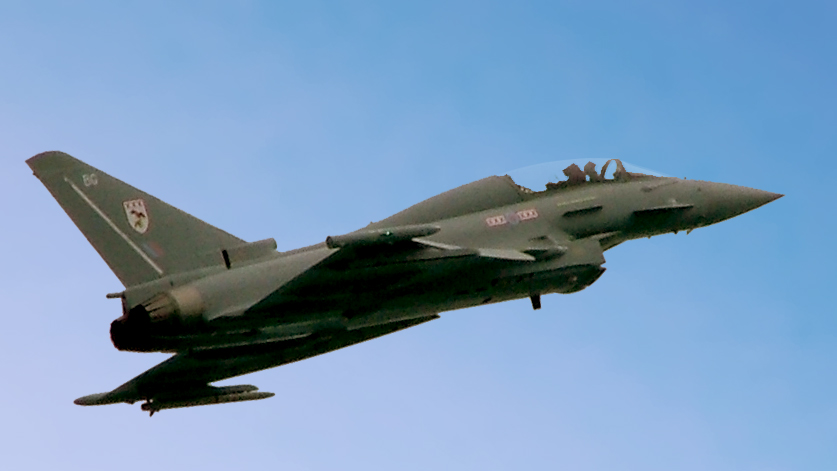
Eurofighter Typhoon

Eurofighter Typhoon este un avion multi-rol de vânătoare bimotor. Acesta este proiectat și construit de un consorțiu de trei companii partenere distincte: Alenia Aeronautica, BAE Systems și EADS ce lucrează prin intermediul unei companii susținătoare Eurofighter GmbH, care a fost formată în 1986. Proiectul este gestionat de către NETMA (NATO Eurofighter and Tornado Management Agency - Agenția de Gestionare a Eurofighter și Tornado NATO), care acționează în calitate de prim client. Încă din 1979, au început studiile în ceea ce ar deveni Eurofighter Typhoon.
Producția de serie al Eurofighter Typhoon este în curs. Aeronava a intrat în serviciu cu Forțele Aeriene Regale-Marea Britanie (Royal Air Force), Forțele Aeriene Germane Luftwaffe (Jagdgeschwader 74), Forțele Aeriene Italiene și Spaniole. Austria a achiziționat 15 avioane, iar Arabia Saudită a semnat un contract de 4,42 miliarde lire sterline (cca. 6,38 miliarde euro în 2007) pentru 72 avioane.
Eurofighter 2000, sau Eurofighter Typhoon după cum este cunoscut acum, este un efort multinațional de un număr de națiuni europene pentru a produce un avion de vânătoare pentru începutul secolului XXI.

## Dezvoltare
Marea Britanie a identificat o cerință pentru un nou avion de luptă multi-rol încă din 1971. Un comunicat, AST 403, eliberat de Personalul Aerian în 1972, a avut ca rezultat un produs convențional de un design cunoscut ca P.96, care a fost prezentat la sfârșitul lui 1970. În timp ce design-ul ar fi îndeplinit cerințele Personalului Aerian, industria aeronautică din Marea Britanie a avut rezerve, deoarece părea să fie foarte asemănător cu Boeing F-18 Hornet / Super Hornet, care a fost apoi și avansat în dezvoltarea acestuia. Design-ul a avut un potențial economic limitat deoarece, atunci când aceasta ar fi intrat în producție piața era deja dominată de Hornet. În același timp, din 1979 cerința germanilor din vest pentru un nou avion de luptă au condus la dezvoltarea conceptului TFK-90. Acesta a avut un design cu aripă delta, ce transmitea controale canard și stabilitate artificială. Deși designerii British Aerospace au respins unele dintre caracteristicile sale avansate, cum ar fi duzele de motor vectoriale și controalele ventilate de pe margine, au convenit cu configurările generale.
În 1979 British Aerospace și Messerschmitt-Bölkow-Blohm a prezentat o propunere oficială făcută de guvernele lor pentru ECF, European Collaborative Fighter sau Colaborarea Europeană Fighter. În octombrie 1979, Dassault a aderat la echipa ECF pentru un studiu internațional, care a devenit cunoscut sub numele de Colaborarea Europeană a aeronavelor. A fost în acest stadiu de dezvoltare ca Eurofighter. Dezvoltarea de prototipuri continuat în națiuni diferite. Franța a produs ACX. Marea Britanie produs două modele. P.106 a fost un avion usor cu motor simplu, semănând în mod superficial cu JAS 39 Gripen, iar P.110 a fost un avion de vânătoare cu motor dublu. Conceptul P.106 a fost respins de RAF, pe motiv că avea "jumătate din eficiența celor două aeronave cu două motoare la două treimi din cost". Germania de Vest a continuat să definească conceptul TFK-90. Proiectul Curtea de Conturi s-a prăbușit în 1981 din mai multe motive, inclusiv cerințele diferite, insistența lui Dassault asupra celor ce stabileau design-ul și preferințele britanilor pentru o nouă versiune a RB199 pentru a împuternici aeronavele față de preferințele francezilor pentru noul SNECMA M88.
Ca rezultat, partenerii Panavia (BAe, MBB și Aeritalia) au lansat programul Agile Combat Aircraft (ACA) în aprilie 1982. ACA a fost foarte similar cu BAe P.110, cu o aripă delta cranked, un canard dublu și coadă dublă. O diferență majoră externă a fost înlocuirea prizelor de motor din partea montată cu o piesă de administrare. ACA urma să fie pornit de o versiune modificată de RB199. Ministerul Apărării al Marii Britanii a fost de acord să dea fonduri de 50% din cost, urmând ca restul de 50% să fie furnizate de industrie. MBB și Aeritalia s-au înscris cu scopul de a produce două aeronave, una la Warton și una de către MBB. În mai 1983, BAe a anunțat un contract cu Biroul de presă al Guvernului, pentru dezvoltarea și producția unui ACA demonstrator, Programul Aeronavelor de Experimentat.
În 1983, Marea Britanie, Franța, Germania, Italia și Spania au lansat programul Future European Fighter Aircraft (FEFA - Avionul de Vânătoare European din Viitor). Aeronava urma să aibă decolare și aterizare de scurtă durată (STOL) și capabilități Beyond Visual Range (BVR). În anul 1984, Franța a reînnoit cerința acestuia pentru o versiune capabilă-de-carieră și a cerut un rol principal. Marea Britanie, Germania de Vest și Italia au optat și au stabilit un nou program ALE.
În Torino la 2 august 1985 Italia, Germania de Vest și Marea Britanie au fost de acord să meargă mai departe cu Eurofighter. Anunțul acestui acord a confirmat faptul că Franța, împreună cu Spania, au ales să nu procedeze ca un membru al proiectului. În ciuda presiunilor Franței, Spania s-a alăturat din nou proiectului Eurofighter la începutul lui septembrie 1985. Franța oficial s-a retras din proiect pentru a-și exercita propriile sale proiecte ACX, care urmau să devină Dassault Rafale.
Tot în 1985, BAe EAP a fost scos din BAe Warton, pe atunci finanțat de către MBB și BAe însuși. EAP și-a efectuat primul zbor la 6 august 1986. Eurofighter suportă o puternică trăsătură de la EAP. Munca pentru design a continuat pe parcursul următorilor cinci ani, folosind date de la EAP. Cerințele inițiale au fost: Marea Britanie: 250 aeronave, Germania: 250, Italia: 165 și Spania: 100. Cota de fabricare a fost împărțită între țări în funcție de achizițiile lor - British Aerospace (33%), DASA (33%), Aeritalia (21%) și Construcciones Aeronáuticas SA (CASA) (13%).
1986 a cunoscut de asemenea, stabilirea lui Eurofighter Jagdflugzeug GmbH bazat pe München pentru a gestiona dezvoltarea proiectului și EuroJet Turbo GmbH, alianță a Rolls-Royce, MTU Aero Engines, FiatAvio (acum Avio) și ITP pentru dezvoltare lui EJ200.
Prin 1990 selecția radarului aeronavelor a devenit o importantă piatră de încercare. Marea Britanie, Italia și Spania au sprijinit Ferranti Sisteme de Apărare care a condus ECR-90, în timp ce Germania a preferat MSD 2000 bazat pe APG-65 (o colaborare între Hughes din SUA, AEG și GEC-Marconi). Un acord a fost atins după ce Secretariatul de Apărare din Marea Britanie, Tom King, și-a asigurat partenerul de referință, Gerhard Stoltenberg, că guvernul britanic ar subscrie proiectul și ar permite GEC să scoată Sistemele de Apărare Ferranti din partea problematică. GEC, de altfel, a retras sprijinul său pentru MSD 2000.

### Testare
Zborul principal al prototipului Eurofighter a avut loc la 27 martie 1994. Pilotul-șef de testare, Peter Weger, a utilizat prototipul pentru un test de zbor in jurul Bavariei. Anii 1990 au văzut argumente semnificative despre munca împărțită, specificări ale aeronavei și chiar participarea la proiect.
În mai 2007, Eurofighter Development Aircraft 5, a făcut primul zbor cu sistemul demonstrator CAESAR (CAPTOR active Electronically de scanare radar Array), o dezvoltare a Euroradar CAPTOR ce încorporează tehnologia activă scanată electronic Array (AESA).
Eurofighter Typhoon a fost testat în Vidsel, Suedia, unde a fost expus la condiții climaterice extreme (de până la -31˚C).
Zborul principal al Producției Instrumentate de Aeronave 7 (IPA7), primul avion echipat complet din Tranșa a 2-a, a avut loc la EADS Manching airfield, la 16 ianuarie 2008.
Când va fi dezvoltat, versiunea producției radarului CAPTOR-E este propusă ca parte a Tranșei a 3-a a Typhoon-ului din 2012. Aeronavele din a 2-a tranșă nu utilizează AESA, scanate mecanic Captor-M, care includ greutatea și spațiul dispozițiilor posibile de upgrade la standardul CAESAR (AESA) în viitor.

### Producția
Primul contract de producție a fost semnat la 30 ianuarie 1998 între Eurofighter GmbH, Eurojet și NETMA. [21] Totalul de achiziții a fost după cum urmează: Marea Britanie 232, Germania 180, Italia 121 și Spania 87. Producția a fost din nou atribuită în funcție de achiziții: British Aerospace (37%), DASA (29%), Aeritalia (19,5%) și CASA (14%).
La 2 septembrie 1998, o ceremonie de denumire a avut loc la Farnborough, Anglia. Aceasta a adoptat Typhoon ca nume formal, cu toate acestea inițial doar pentru export aerian. Aceasta a fost împiedicată de către Germania; Hawker Typhoon a fost o aeronavă luptător-bombardier care a servit împreună cu RAF în timpul celui de-al doilea război mondial împotriva țintelor Germaniei. În septembrie 1998 s-au semnat contracte pentru o producție de 148 de achiziții de aeronave din tranșa 1 și elemente de vârf și de lungă durată pentru aeronave din tranșa 2.
Eurofighter Typhoon este unic în construirea aeronavelor moderne, în care există patru linii separate de asamblare. Fiecare partener de companie asamblează aeronavele sale naționale, dar se bazează pe aceleași părți ale tuturor aeronavelor 620.
Productia este împărțită în trei "tranșe" cu o capacitate în creștere incrementală cu fiecare tranșă. Tranșele se împart în mai multe loturi de producție și blocuri, de exemplu, o tranșă RAF a unui avion cu două locuri are lotul 1 T1s și lotul 2 T1As.

### Creșterea costurilor
În 1988, secretarul de stat a spus Camerei Comunelor a Marii Britanii că avionul de vânătoare european ar "fi un proiect major, costând Regatul Unit aproximativ 7 miliarde £." Este evident că, în curând o estimare mai realistă au fost 13 miliarde £ , alcătuit din 3,3 miliarde £ costurile de dezvoltare, plus 30 de milioane de pe aeronave. Prin 1997, a fost estimat costul 17 miliarde de lire sterline, până în 2003, 20 miliarde de lire, și data în funcțiune (2003; definit ca data de livrare a primei aeronave la RAF) a fost de 54 luni de întârziere. Din 2003, Ministerul Apărării a refuzat să actualizeze estimări de cost, pe motiv de "sensibilitate comercială". Angajamentul Marii Britanii către cele 88 de aeronave din tranșa a 3-a ce le deține a fost pusă la îndoială, cel mai recent în ianuarie 2008.

### Politică
La sfârșitul lui 1990 a devenit evident că guvernul german nu a fost fericit să continue cu proiectul. Luftwaffe a fost însărcinat pentru a găsi soluții alternative, inclusiv vânzarea implementărilor mai ieftine de Eurofighter. Îngrijorările Germaniei cu privire la Eurofighter se referă la un partener venit în iulie 1992 în momentul în care a anunțat decizia lor de a părăsi proiectul. Cu toate acestea, la insistența guvernului german ceva mai devreme, toți partenerii au semnat angajamente obligatorii pentru un proiect în sine și s-au găsit în imposibilitatea de a se retrage.
În 1995, au apărut îngrijorări cu privire la împărțirea muncii. De la formarea Eurofighter, munca a fost împărțită în acord la 33/33/21/13 (Marea Britanie / Germania / Italia / Spania) în funcție de numărul de unități comandate de către fiecare națiune contribuitoare. Cu toate acestea, toate națiunile și-au redus mai apoi comenzile. Marea Britanie taie de la 250 de avioane la 232, Germania de la 250 la 180, Italia de la 165 la 121 și Spania de la 100 la 87. În conformitate cu aceste niveluri, pentru a împărți munca ar fi trebuit să fie 39/24/22/15 Marea Britanie / Germania / Italia / Spania, Germania a refuzat totuși să renunțe la un astfel de volum de muncă. În ianuarie 1996, după multe negocieri între Marea Britanie și partenerii germani, s-a ajuns la un compromis prin care Germania va avea alte 40 aeronave începând cu 2012. Munca împărțită este acum reprezentată de 43% pentru EADS MAS în Germania și Spania; 37,5% BAE Systems din Marea Britanie; și 19,5% pentru Alenia din Italia.
Următoarea etapă importantă a venit la Farnborough Airshow, în septembrie 1996. Marea Britanie a anunțat finanțarea fazei de construcție proiectului. În noiembrie 1996, Spania și-a confirmat comenzile, dar Germania din nou a amânat decizia sa. După multe activități diplomatice între Marea Britanie și Germania, un acord de finanțare a 51 milioane euro a fost contribuit de către guvernul german, în iulie 1997, pentru a continua testele de zbor. Mai multe acte de negociere au rezultat în final în aprobarea germană pentru procurarea Eurofighter, în octombrie 1997.

## Design - Structură și componente ale avionului
Typhoon deține o construcție ușoară (82% = 70% compozite din fibre carbon + 12% compozite armate cu sticlă).
Realizează mare agilitate la ambele viteze, supersonică și foarte mică având un design cu o stabilitate relaxată. Are un sistem de control cvadruplu digital care oferă stabilitate artificială, după cum operatia manuală de funcționare singură nu ar putea compensa instabilitatea obținută. Acest sistem este descris a fi "fără griji", împiedicând pilotul să întreacă manevrele permise.
Controlul zborului este, în principal, realizat prin utilizarea clapelor aripii. Suprafețe de control sunt mutate prin două sisteme hidraulice independente, care sunt încorporate în aeronavă, care, de asemenea, furnizează diverse alte elemente, cum ar fi baldachin, frâne și cărucior. O cutie de viteze condusă de un motor de 4000 psi pune în funcțiune fiecare sistem.
Navigarea se face prin GPS, și un sistem de navigatie inerțial. Typhoon poate utiliza Sistemul de Instrumente pentru Aterizare (ILS) pentru debarcare în vreme proastă.
Aeronavele dispun de un extrem de sofisticat și integrat Sub-sistem Defensiv SIDA (DASS). Amenințarea de detecție este furnizată de un radar Warner receiver (RWR), o rachetă de abordare Warner (MAW), precum și un Receptor laser Avertisment (LWR) (doar RAF). Protecția este asigurată de Chaff și Flares, electronice Counter măsuri (ECM), precum și un radar remorcate Decoy (TRD) (doar RAF).

### Tehnică
La 21 noiembrie 2002, DA-6, prototipul spaniol de două locuri a eșuat din cauza unei "arderi duble la motor", spus a fi legate în mod specific de probe experimentale standard de motor fiind utilizat de acea aeronavă. Aeronava a suferit pierderi catastrofale, dar cei doi membri ai personalului de bord au scăpat nevătămați.

### PIRATE
Eurofighter începând cu tranșa 1 lotul 5 va avea PIRATE (Passive Infra-Red Airborne Track Equipment) IRST (Infrared Search and Track System), care va fi montat pe partea fuselajului, înaintea parbrizului. Sistemul Pirate a fost dezvoltat de consorțiul EUROFIRST. Galileo Avionica (FIAR) din Italia este contractantul principal, Thales Optronics din Marea Britanie (sistem de autoritate tehnică) și Tecnobit din Spania să facă EUROFIRST.
Pirate funcționează în două benzi de IR, 3-5 și 8-11 microni. Când este utilizat cu un radar în rol aer-către-aer, el funcționează ca un Infraroșu (IRST), furnizând detectarea și urmărirea țintei pasive.
Într-un rol aer-sol, el efectuează identificarea și achiziția țintei. Se prevede, de asemenea, un ajutor de navigație și de aterizare. PIRATE este legată de casca pilotului cu afișare montată.
Primul Eurofighter Typhoon cu Pirate-IRST a fost emis la Aeronautica Militară Italiană, în august 2007.

### Performanțe
Performanțele de combatere a lui Typhoon în comparație cu noul F-22 Raptor și F-35 Lightning II, luptător în curs de dezvoltare în Statele Unite și Dassault Rafale dezvoltat în Franța, și-a făcut obiectul unor discuții de mult. În martie 2005, șeful Statului Major United States Air Force, Generalul John P. Jumper, singura persoană care a zburat atât cu avionul Eurofighter Typhoon cât și cu Raptor, a vorbit cu Air Force Print News despre aceste două aeronave. El a spus: „Eurofighter este atât de agil și sofisticat, dar este încă dificil de comparat cu F/A-22 Raptor. Ele sunt avioane de diferite tipuri pentru început; e ca și cum ne-ați cere să comparăm un Nascar cu o mașină de Formula 1. Ele sunt atât de incitante în moduri diferite, dar sunt concepute pentru diferite niveluri de performanță.”
Mai mult, "Eurofighter este, cu siguranță, în măsura în care este finețea controlului, precum și capacitatea de a trage (de mare și susține forțe G), sunt foarte impresionante", a mai adăugat. "Asta este pentru ceea ce a fost creat, mai ales versiunea cu care am zburat eu, cu avionics, display-ul cu hartă colorat și mobil, etc. - toate absolut în top. Manevrabilitatea avionului a fost, de asemenea foarte impresionantă".
Typhoon este capabil de o cursă supersonică fără arderi. Aceasta este denumită "supercursa". Conform site-ul oficial, german Luftwaffe și austriac Eurofighter, au viteza maximă posibilă fără reîncălzire între 1,2 Mach și 1,5 Mach.
În 2002, MBDA Meteor a fost selectat ca interval lung de aer-la-aer cu rachete de armament de Eurofighter Typhoon. Până Meteor va fi disponibil, Typhoon va fi echipat cu AIM-120 AMRAAM. În prezent, data lucrării interioare pentru Meteor se anticipează a fi august 2012.
Consorțiul Eurofighter susține că avionul lor de vânătoare are o mai mare rată de întoarcere subsonică, și accelerare mai rapidă la Mach 0,9 la 6.000 metri altitudine decât F-15, F-16, F/A-18, Mirage 2000, Rafale, Su-27, și MiG-29.
În 2005, un Eurofighter T1 a fost raportat de a fi avut o șansă de a se întâlni anul precedent cu două US Air Force F-15s peste Lake District, în nordul Angliei. Întâlnirea a devenit o luptă făcută de râs cu Eurofighter presupus victorios.
În evaluarea din 2005 din Singapore, Typhoon a trecut toate cele trei teste, inclusiv unul în care un singur Typhoon a învins trei RSAF F-16s, încrezător a completat toate testele de zbor planificate. Singapore a mers în continuare pe cumpărarea avionului F-15.

### Capabilități aer-sol
Typhoon a fost întotdeauna plănuit să aibă un rol de luptător tactic cu capabilități aer-sol robuste. Cu toate acestea, cerințele aer-sol urgente ale RAF au condus la integrarea unui aer „aspru” la capabilitatea solului, bazată pe indicatorul laser Rafael/Ultra Electronics Litening III și Enhanced Paveway II G/LGB, mai devreme de cât a fost plănuit. O capabilitate de atac aer-sol mai comprehensivă va fi adoptată de toate națiunile partenere în următorii 10 ani. Capacitatea lui RAF va fi disponibilă în aeronavele din blocul 5 livrate la sfârșitul Tranșei 1 și, prin furnizare, pe toate aeronavele din Tranșa 1.
Absența unei asemenea capacități se crede a fi un factor în respingerea tipului de la competiția luptătorilor din Singapore din 2005. Când Typhoon a fost scos din lista finală Ministrul Apărării din Singapore a declarat că: „programul încredințat livrării Typhoon-ului și sistemelor acestuia nu a satisfăcut cerințele RSAF”. Flight Daily News a raportat că Singapore a fost îngrijorat de orarele livrărilor și de inabilitatea națiunilor partenere ale Eurofighter de a defini exact și final conținutul pachetului capacităților Typhoon-ului Tranșei 2 și Tranșei 3. Singapore a avut nevoie de capacitățile Tranșei 2 fiind descrise ca o hartă, dar încă nefiind finanțate, și dorindu-le într-un orar care cerea aeronave din Tranșa 1. Prin adresarea capabilităților aer-sol ale avionului, Eurofighter GmbH încearcă să crească atracțiile Typhoon-ului către alți potențiali clienți și să facă aeronava mai practică pentru forțele aeriene partenere.

## Exporturi
În 1999,  guvernul grec a fost de acord să achiziționeze 60 de avioane Typhoon, în scopul de a înlocui aeronavele sale de combatere de generația a doua. Cu toate acestea, achizițiile au fost puse pe "hold" din cauza constrângerilor bugetare, în mare măsură determinate de alte programe de dezvoltare și de necesitatea de a acoperi costurile pentru Jocurile Olimpice de vară din 2004. În iunie 2006, guvernul a anunțat un plan de achiziții, pe mai mulți ani, de 22 de miliarde de euro, menite să ofere cadrul bugetar necesar pentru a permite achiziționarea următoarei generații de avioane de luptă în următorii 10 ani. În prezent, Typhoon este luat în considerare pentru a umple această cerință. La 2 iulie 2002, guvernul austriac a anunțat decizia de a cumpăra Typhoon-ul ca noua sa aeronavă de apărare aeriană. Cumpărarea a 18 avioane Typhoon a fost finalizată la 1 iulie 2003, și a inclus aeronave de instruire pentru piloți și echipajul de teren, logistica, mentenanța și un simulator. Viitorul acestei comenzi a fost recent pus în discuție în parlamentul austriac. La 26 iunie 2007, Ministrul Apărării austriac, Norbert Darabos, a anunțat o reducere la 15 aeronave. La 12 iulie 2007, primul din cele 15 avioane Eurofighters a fost expediat în Austria, formal, și a intrat în serviciul forțelor aeriene austriece.
După campaniile eșuate în Coreea de Sud și Singapore, la 18 august 2006 a fost anunțat că Arabia Saudită a convenit să achiziționeze 72 Typhoon. În noiembrie și decembrie s-a semnalat faptul că Arabia Saudită a amenințat că va cumpăra Rafalele franceze, din cauza unei anchete a Serious Fraud Office (Marea Britanie) privind apărarea Al Yamamah începută în anii 1980. Cu toate acestea la 14 decembrie 2006 a fost anunțat că Biroul "suspendă" investigațiile în BAE. A început cu faptul că reprezentările către director și Avocatul General au condus la concluzia că cu cât mai mare este interesul public "pentru securitate la nivel național și internațional", depășesc orice beneficii potențiale de o analiză ulterioară. The Times a ridicat posibilitatea ca producția de aeronave RAF vor fi distrase ca aeronavele din Arabia Saudită, cu serviciul forțat să aștepte pentru întreg complementul de avioane. Acest aranjament ar oglindi deturnarea Raf Tornados la RSAF. Cu toate acestea, The Times a raportat, de asemenea, că un astfel de aranjament mai probabil va face Marea Britanie să achiziționeze angajamentele sale din tranșa 3. La 17 septembrie 2007, Arabia Saudită a confirmat că a semnat un contract de 4,43 miliarde de lire sterline pentru 72 aeronave.
În martie 2007, Jane's Information Group a raportat că Typhoon a fost de preferat să câștige concursul pentru următoarea generație de luptător în Japonia. În prezent, alți competitori sunt F/A-18E/F Super Hornet și F-15e Strike Eagle. La 17 octombrie 2007, ministrul apărării japonez ,Shigeru Ishiba, a confirmat faptul că Japonia poate cumpăra Typhoon. Deși F-22 a fost în cuvintele sale "excepțional", nu a fost "absolut necesar pentru Japonia", și Typhoon a fost cea mai bună alternativă.
Alți potențiali clienți de Typhoon sunt Bulgaria, India și Danemarca. BAE SYSTEMS însuși raportează că Typhoon este în prezent activ, fiind promovate "...într-un număr de alte piețe inclusiv Grecia, Norvegia, Olanda, Danemarca, Elveția, Turcia și Japonia". EADS a invitat India să adere la programul Eurofighter, în aprilie 2008; India încă ia o decizie în acest sens.

## Variante
Eurofighter a fost produs până în prezent în trei versiuni majore; șapte aeronave de Dezvoltare (DA), cinci aeronave de producție instrumentate (AFI) standard pentru continuarea și dezvoltarea sistemului de producție și Seria Producției Aeronavelor. Aceste Serii de Producție pentru Aeronave sunt acum operaționale cu forțele aeriene partenere.
Tranșa 1 de aeronave s-a produs din 2000 și se produc în continuare. Capabilitățile aeronavelor sunt în curs de dezvoltare, fiecare cu software-ul de upgrade care rezultă dintr-un alt standard, cunoscute sub denumirea de blocuri. Odată cu introducerea blocului standard 5, programul R2 Retrofit a început să pună toate aeronavele la acest standard.

## Istoria operațională
La 4 august 2003, Germania a acceptat prima serie de Eurofighter (GT003). În același an, Spania, și-a luat prima serie de aeronave.
Pe 16 ianuarie 2006, un Typhoon RAF T1 a efectuat o aterizare de urgență la RAF Coningsby. Roata din față n-a reușit să coboare, prin sistemele normale sau de urgență. Avionul a aterizat pe partea din spate și a folosit frâne aerodinamice, în timp ce și-a desfășurat simultan parașuta de frânare. Apoi partea din față a fost coborâtă ușor, minimalizând daunele avionului. Piloții au părăsit avionul îndată ce o scară a fost poziționată lângă avion. RAF Typhoon T1 a fost readus la service.
La 9 august 2007, Ministerul Apărării din Marea Britanie, a raportat că Escadronul Nr. XI din RAF, care a apărat ca un escadron Typhoon pe 29 martie 2007, a luat livrarea primelor două Typhoon multirol. RAF speră să aibă primul Typhoon multirol operațional până în 2008.
Pe 17 august 2007, două avioane Typhoon din Escadronul XI au fost trimise să intercepteze un Tupolev Tu-95 rusesc ce se apropia de spațiul aerian britanic.
La 25 aprilie 2008 sau în jurul acestei dăți, echipamentul de aterizare al unui Typhoon din Escadronul 17 de la RAF Coningsby, funcționând la centrul de testare Stația Armelor pentru Nave Aeriene China Lake din Statele Unite, California, nu s-a desfășurat, aparent în urma unei erori a pilotului, cauzând pagube de mari proporții.

## Caracteristici generale
- Echipaj: 1
- Lungime: 15,96 m
- Înălțime: 4,28 m
- Anvergură aripă: 10,95 m
- Suprafață aripă: 50 m²
- Greutate gol: 11.150 kg
- Greutate maximă la decolare: 23.500 kg

### Performanțe
- Viteza maximă la 10.999 m: +2,00 Mach
- Viteza maximă la nivelul mării: + 1,2 Mach
- Viteza maximă de croazieră la 10.999 m: +1,3 Mach
- Viteza maximă de urcare: +18.288 m pe minut

## Avioane similare
- Chengdu J-10
- Dassault Rafale
- F-22 Raptor
- F-35 Lightning II
- Jas-39 GRIPEN